# Gran Premi de Valònia femení
El Gran Premi de Valònia femení és una cursa femenina de ciclisme d'un dia que es celebra a Bèlgica des de l'any 2022. En les dues primeres edicions el nom oficial era Grisette Grand Prix de Wallonie i es canvià a Saint-Feuillien Grand Prix de Wallonie el 2024. És la versió femenina de la cursa del mateix nom que se celebra el mateix dia. Està integrada dins el calendari femení de l'UCI com a cursa 1.1.
Es disputa anualment pels voltants de la vila de Valònia. La primera vencedora fou la belga Julie De Wilde.

## Palmarès
| Any  | Vencedor         | Segon                | Tercer           |
| ---- | ---------------- | -------------------- | ---------------- |
| 2022 | Julie De Wilde   | Justine Ghekiere     | Yara Kastelijn   |
| 2023 | Marta Lach       | Silvia Persico       | Victoire Berteau |
| 2024 | Karlijn Swinkels | Elisa Longo Borghini | Anouska Koster   |
| 2025 |                  |                      |                  |